# Yesan
Der Landkreis Yesan (kor.: 예산군, Yesan-gun) befindet sich in der Provinz Chungcheongnam-do in Südkorea. Der Verwaltungssitz befindet sich in der Stadt Yesan-eup. Der Landkreis hatte eine Fläche von 542 km² und eine Bevölkerung von 81.488 Einwohnern im Jahr 2019.

## Söhne und Töchter des Landkreises
- Yun Bong-gil (1908–1932), Freiheitskämpfer

Lage des Landkreises in Chungcheongnam-do

- Yun Dae-nyong (* 1962), Schriftsteller
- Park Hyo-shin (* 1981), Sänger
- Yoon Si-ho (* 1984), Fußballspieler